# Россия на зимних юношеских Олимпийских играх 2020
Россия приняла участие в зимних юношеских Олимпийских играх 2020 года в Лозанне, Швейцария с 9 по 22 января 2020 года. В общей сложности 106 спортсменов будут соревноваться в 16 видах спорта.

## Медалисты
Медали, присуждённые участникам смешанных команд, выделены курсивом. Эти медали не учитываются при подсчете отдельных медалей.
| Медаль  | Имя | Вид спорта         | Событие                       | Дата      |
| ------- | --- | ------------------ | ----------------------------- | --------- |
| Золото  | Алёна Мохова | Биатлон            | Девушки. Индивидуальная гонка | 11 января |
| Золото  | Олег Домичек | Биатлон            | Юноши. Индивидуальная гонка   | 11 января |
| Золото  | Аполлинария Панфилова Дмитрий Рылов | Фигурное катание   | Парное катание                | 12 января |
| Золото  | Ирина Хавронина Дарио Чиризано | Фигурное катание   | Танцы на льду                 | 13 января |
| Золото  | Алёна Мохова | Биатлон            | Девушки. Спринт               | 14 января |
| Золото  | Александр Сергеев | Конькобежный спорт | Смешанный командный спринт    | 15 января |
| Золото  | Артём Проничкин | Хоккей с шайбой    | Юноши. Смешанный турнир 3×3   | 15 января |
| Золото  | Ксения Синицына; | Фигурное катание   | Командный трофей              | 15 января |
| Золото  | Анастасия Цыганова | Скелетон           | Девушки                       | 19 января |
| Золото  | Анна Шпынева | Прыжки с трамплина | Девушки, индивидуальный заезд | 19 января |
| Золото  | Диана Логинова Павел Репилов Михаил Карнаухов Юрий Чирва | Санный спорт       | Смешанный заезд               | 20 января |
| Золото  | Илья Трегубов | Лыжные гонки       | Юноши, 10 км                  | 21 января |
| Золото  | Данила Бызов Даниил Григорьев Михаил Гуляев Кирилл Долженков Артём Дуда Сергей Иванов Илья Квочко Кирилл Кудрявцев Вячеслав Малов Андрей Малявин Иван Мирошниченко Матвей Мичков Сергей Мурашов Илья Роговский Никита Рыжов Владислав Сапунов Адель Сафин | Хоккей с шайбой    | Юноши                         | 22 января |
| Серебро | Диана Мухаметзянова Илья Миронов | Фигурное катание   | Парное катание                | 12 января |
| Серебро | Андрей Мозалёв | Фигурное катание   | Юноши. Одиночное катание      | 12 января |
| Серебро | Софья Тютюнина Александр Шустицкий | Фигурное катание   | Танцы на льду                 | 13 января |
| Серебро | Павел Таран | Конькобежный спорт | Юноши. 1500 метров            | 13 января |
| Серебро | Ксения Синицына | Фигурное катание   | Девушки. Одиночное катание    | 13 января |
| Серебро | Денис Иродов | Биатлон            | Юноши. Спринт                 | 14 января |
| Серебро | Анастасия Зенова | Биатлон            | Девушки. Спринт               | 14 января |
| Серебро | Алёна Мохова Анастасия Зенова Денис Иродов Олег Домичек | Биатлон            | Смешанный забег               | 15 января |
| Серебро | Дарья Петрова | Хоккей с шайбой    | Девушки. Смешанный турнир 3×3 | 15 января |
| Серебро | Софья Тютюнина Александр Шустицкий | Фигурное катание   | Командный трофей              | 15 января |
| Серебро | Николай Лысаков | Кёрлинг            | Смешанные пары                | 16 января |
| Серебро | Павел Репилов | Санный спорт       | Юноши. Одиночный заезд        | 18 января |
| Серебро | Артём Бажин | Фристайл           | Юноши. Ски-кросс              | 19 января |
| Серебро | Анастасия Привалова Мария Ерофеева Евгений Генин Андрей Горбачев | Сноуборд           | Смешанный заезд               | 21 января |
| Серебро | Юлия Береснева | Шорт-трек          | Девушки. Смешанная эстафета   | 22 января |
| Бронза  | Даниил Самсонов | Фигурное катание   | Юноши. Одиночное катание      | 12 января |
| Бронза  | Анна Фролова | Фигурное катание   | Девушки. Одиночное катание    | 13 января |
| Бронза  | Валерия Сороколетова | Конькобежный спорт | Смешанный командный спринт    | 15 января |
| Бронза  | Яна Крашенинина | Хоккей с шайбой    | Девушки. Смешанный турнир 3×3 | 15 января |
| Бронза  | Андрей Мозалёв | Фигурное катание   | Командный трофей              | 15 января |
| Бронза  | Павел Таран | Конькобежный спорт | Юноши. Массовый забег         | 16 января |
| Бронза  | Валерия Денисенко Михаил Власенко Алина Фахрутдинова Николай Лысаков | Кёрлинг            | Смешанная команда             | 16 января |
| Бронза  | Диана Логинова | Санный спорт       | Девушки. Одиночный заезд      | 17 января |
| Бронза  | Михаил Карнаухов Юрий Чирва | Санный спорт       | Юноши. Парный заезд           | 17 января |
| Бронза  | Владислава Балюкина | Фристайл           | Девушки. Ски-кросс            | 19 января |
| Бронза  | Андрей Горбачёв | Фристайл           | Юноши. Ски-кросс              | 19 января |

| Медали по видам спорта | Медали по видам спорта | Медали по видам спорта | Медали по видам спорта | Медали по видам спорта |
| ---------------------- | ---------------------- | ---------------------- | ---------------------- | ---------------------- |
| Вид спорта             | 1                      | 2                      | 3                      | Итого                  |
| Биатлон                | 3                      | 3                      | 0                      | 6                      |
| Фигурное катание       | 2                      | 4                      | 2                      | 8                      |
| Конькобежный спорт     | 0                      | 1                      | 1                      | 2                      |
| Кёрлинг                | 0                      | 0                      | 1                      | 1                      |
| Санный спорт           | 1                      | 1                      | 2                      | 4                      |
| Прыжки с трамплина     | 1                      | 0                      | 0                      | 1                      |
| Скелетон               | 1                      | 0                      | 0                      | 1                      |
| Лыжные гонки           | 1                      | 0                      | 0                      | 1                      |
| Сноуборд               | 0                      | 1                      | 0                      | 1                      |
| Хоккей с шайбой        | 1                      | 0                      | 0                      | 1                      |
| Фристайл               | 0                      | 1                      | 2                      | 3                      |
| Итого                  | 10                     | 11                     | 8                      | 29                     |

| Медали по датам | Медали по датам | Медали по датам | Медали по датам | Медали по датам | Медали по датам |
| --------------- | --------------- | --------------- | --------------- | --------------- | --------------- |
| День            | Дата            | 1               | 2               | 3               | Итого           |
| День 1          | 10 января       | 0               | 0               | 0               | 0               |
| День 2          | 11 января       | 2               | 0               | 0               | 2               |
| День 3          | 12 января       | 1               | 2               | 1               | 4               |
| День 4          | 13 января       | 1               | 3               | 1               | 5               |
| День 5          | 14 января       | 1               | 2               | 0               | 3               |
| День 6          | 15 января       | 0               | 1               | 0               | 1               |
| День 7          | 16 января       | 0               | 0               | 2               | 2               |
| День 8          | 17 января       | 0               | 0               | 2               | 2               |
| День 9          | 18 января       | 0               | 1               | 0               | 1               |
| День 10         | 19 января       | 2               | 1               | 2               | 5               |
| День 11         | 20 января       | 1               | 0               | 0               | 1               |
| День 12         | 21 января       | 1               | 1               | 0               | 2               |
| День 13         | 22 января       | 1               | 0               | 0               | 1               |
| Итого           | Итого           | 10              | 11              | 8               | 29              |

## Команда
| Вид спорта         | Юноши | Девушки | Итого |
| ------------------ | ----- | ------- | ----- |
| Биатлон            | 4     | 4       | 8     |
| Бобслей            | 1     | 1       | 2     |
| Горнолыжный спорт  | 1     | 1       | 2     |
| Кёрлинг            | 2     | 2       | 4     |
| Конькобежный спорт | 2     | 2       | 4     |
| Лыжное двоеборье   | 2     | 2       | 4     |
| Лыжные гонки       | 3     | 3       | 6     |
| Прыжки с трамплина | 2     | 2       | 4     |
| Санный спорт       | 4     | 4       | 8     |
| Скелетон           | 2     | 2       | 4     |
| Ски-альпинизм      | 1     | 1       | 2     |
| Сноуборд           | 4     | 3       | 7     |
| Фигурное катание   | 6     | 6       | 12    |
| Фристайл           | 4     | 6       | 10    |
| Хоккей с шайбой    | 21    | 5       | 26    |
| Шорт-трек          | 2     | 1       | 3     |
| Итого              | 61    | 45      | 106   |

## Состав сборной
Биатлон
1. Олег Домичек
2. Денис Иродов
3. Павел Ляшок
4. Роман Моренков
5. Анастасия Зенова
6. Алёна Мохова
7. Кристина Павлушина
8. Арина Солдатова

 Бобслей
1. Павел Жичкин
2. Эльвира Моисеенко

 Горнолыжный спорт
1. Роман Зверян
2. Анастасия Трофимова

 Кёрлинг
1. Михаил Власенко
2. Николай Лысаков
3. Валерия Денисенко
4. Алина Фахуртдинова

 Конькобежный спорт
1. Александр Сергеев
2. Павел Таран
3. Александра Рутковская
4. Валерия Сороколетова

 Лыжное двоеборье
1. Кирилл Аверьянов
2. Владимир Малов
3. Александра Тихонович
4. Диана Федорова

 Лыжные гонки
1. Алексей Локтинов
2. Никита Писарев
3. Илья Трегубов
4. Илюза Гусманова
5. Евгения Крупицкая
6. Дарья Непряева

 Прыжки с трамплина
1. Илья Маньков
2. Данил Садреев
3. Алина Бородина
4. Анна Шпынёва

 Санный спорт
1. Сергей Бондарев
2. Михаил Карнаухов
3. Павел Репилов
4. Юрий Чирва
5. Наталья Коротаева
6. Диана Логинова
7. Виктория Чиркова
8. Елизавета Юрченко

 Скелетон
1. Дмитрий Гревцев
2. Дмитрий Кныш
3. Полина Тюрина
4. Анастасия Цыганова

 Ски-альпинизм
1. Никита Филиппов
2. Евгения Долженкова

 Сноуборд
1. Никита Абозовик
2. Евгений Генин
3. Ярослав Ленчевский
4. Арсений Томин
5. Ника Кашевник
6. Екатерина Локтева-Загорская
7. Анастасия Привалова

 Фигурное катание
1. Илья Миронов
2. Андрей Мозалёв
3. Дмитрий Рылов
4. Даниил Самсонов
5. Дарио Чиризано
6. Александр Шустицкий
7. Диана Мухаметзянова
8. Аполлинария Панфилова
9. Ксения Синицына
10. София Тютюнина
11. Анна Фролова
12. Ирина Хавронина

 Фристайл
1. Артем Бажин
2. Владислава Балюкина
3. Андрей Горбачёв
4. Фёдор Муралёв
5. Леонид Фролов
6. Алина Брезгина
7. Ксения Вакуловская
8. Мария Ерофеева
9. Дарья Таталина
10. Анна Чивина

 Хоккей с шайбой
1. Данила Бызов
2. Даниил Григорьев
3. Михаил Гуляев
4. Кирилл Долженков
5. Артем Дуда
6. Сергей Иванов
7. Илья Квочко
8. Кирилл Кудрявцев
9. Вячеслав Малов
10. Андрей Малявин
11. Иван Мирошниченко
12. Матвей Мичков
13. Сергей Мурашов
14. Илья Роговский
15. Никита Рыжов
16. Владислав Сапунов
17. Адель Сафин

 Хоккей с шайбой 3×3
1. Тимофей Катков
2. Ярослав Лабуткин
3. Иван Новожилов
4. Артем Проничкин
5. Юлия Волкова
6. Екатерина Давлетшина
7. Алина Ичаева
8. Яна Крашенинина
9. Дарья Петрова

 Шорт-трек
1. Владимир Балбеков
2. Даниил Николаев
3. Юлия Береснева